# Vakht'ang Iagorashvili
Vakht'ang Iagorashvili (in georgiano ვახტანგ იაგორაშვილი?, in russo Вахтанг Эрмадович Ягорашвили?, Vachtang Ėrmadovič Jagorašvili; Tbilisi, 5 aprile 1964) è un ex pentatleta sovietico naturalizzato statunitense.
È il marito della pentathleta Mary Beth Iagorashvili.

## Palmarès
In carriera ha conseguito i seguenti risultati:
per l'  Unione Sovietica:
- Giochi olimpici:

Seoul 1988: bronzo nel pentathlon moderno individuale.
- Mondiali:

Budapest 1989: argento nel pentathlon moderno a squadre e bronzo staffetta a squadre.
Lahti 1990: oro nel pentathlon moderno a squadre.
- Europei

Berlino Ovest 1987: oro nel pentathlon moderno a squadre e bronzo individuale.
Umeå 1989: oro nel pentathlon moderno a squadre ed individuale.
per gli  Stati Uniti:
- Mondiali:

Sofia 1997: oro nel pentathlon moderno staffetta a squadre.
Città del Messico 1998: argento nel pentathlon moderno individuale.
Budapest 1999: bronzo nel pentathlon moderno staffetta a squadre.
Pesaro 2000: oro nel pentathlon moderno staffetta a squadre.
Mosca 2004: argento nel pentathlon moderno staffetta a squadre.